# Xanthos
Xanthos (Lycia: 𐊀𐊕𐊑𐊏𐊀 Arñna, tiếng Hy Lạp: Ξάνθος, Latin: Xanthus, Thổ Nhĩ Kỳ: Ksantos) là một thành phố cổ ở Lycia, ngày nay nằm ở thị trấn Kınık, Antalya, Thổ Nhĩ Kỳ. Các di tích của Xanthos nằm trên sườn phía nam của một ngọn đồi, Acropolis cổ, ở ngoại ô phía bắc của thành phố hiện đại trên bờ trái của sông Xanthos chảy phía dưới ngọn đồi. Một con đường duy nhất được gọi là Xantos yolu bao quanh ngọn đồi và chạy qua đống đổ nát.
Xanthos là tên gọi Hy Lạp của Arñna, một thành phố ban đầu nói tiếng Lycia. Tên Hittite và Luwian của thành phố được ghi trên bia là Arinna (không nên nhầm lẫn với Arinna gần Hattusa). Xanthos là một tên Hy Lạp được truyền lại trong thời Hy Lạp hóa. Người La Mã gọi là thành phố Xanthus vì tất cả các hậu tố Hy Lạp -os được đổi thành -us trong Latinh. Xanthos là một trung tâm văn hóa và thương mại của người Lycia, sau đó là Ba Tư, Hy Lạp và La Mã đã lần lượt chinh phục thành phố và chiếm lãnh thổ lân cận. Sau sự sụp đổ của Đế quốc Đông La Mã vào thế kỷ 15, khu vực này trở thành lãnh thổ của người Thổ Nhĩ Kỳ.

## Lịch sử
Các anh hùng trong cuộc chiến thành Troia và các nhà lãnh đạo Lycia là Glaucus và Sarpedon được mô tả trong sử thi Iliad là những anh hùng đến từ vùng đất của sông Xanthos. Trong cùng một văn bản, con ngựa bất tử biết nói của Achilles tên là Xanthos. Xanthus được đề cập bởi nhiều nhà văn Hy Lạp và La Mã cổ đại. Strabo ghi nhận Xanthos là thành phố lớn nhất ở Lycia.

### Đế quốc Ba Tư
Cả Herodotos và Appian đều mô tả cuộc chinh phạt thành phố của Đế quốc Achaemenes chỉ huy bởi tướng Harpagus vào khoảng năm 540 trước Công nguyên. Theo Herodotos, người Ba Tư đã gặp và đánh bại một đội quân Lycia nhỏ ở vùng đồng bằng phía bắc thành phố. Sau cuộc chạm trán, người Lycia rút lui vào thành phố bị Harpagus bao vây. Người Lycia đã phá hủy Acropolis của người Xanthos, giết vợ, con cái và nô lệ của họ, sau đó tiến hành một cuộc tấn công tự sát chống lại quân đội Ba Tư siêu việt lúc bấy giờ. Do đó, toàn bộ dân số Xanthos đã thiệt mạng nhưng 80 gia đình không tham gia vào cuộc chiến này.
Trong thời kỳ chiếm đóng của Ba Tư, một lãnh đạo địa phương đã được bổ nhiệm tại Xanthos vào năm 520 trước Công nguyên đã đúc đồng tiền riêng. Năm 516 TCN, Xanthos bao gồm trong nomos đầu tiên của Darius I trong danh sách đồ cống nạp.
Số mệnh của Xanthos gắn liền với Lycia khi họ đổi phe trong chiến tranh Hy Lạp-Ba Tư. Các cuộc khai quật khảo cổ chứng minh rằng, Xanthos đã bị phá hủy vào khoảng năm 475-470 TCN, liệu điều này là do Cimon của Athens hay bởi người Ba Tư hiện vẫn đang được tranh luận. Vì chúng ta không có tài liệu tham khảo liên quan đến sự hủy diệt này trong các nguồn Ba Tư hoặc Hy Lạp, một số học giả gán cho sự hủy diệt của thành phố là từ yếu tố tự nhiên hoặc ngẫu nhiên. Xanthos được xây dựng lại sau sự hủy diệt và trong những thập kỷ cuối của thế kỷ thứ 5 TCN, Xanthos đã chinh phục Telmessos gần đó và sáp nhập vào Lycia. Sự thịnh vượng của Lycia trong thời Ba Tư chiếm đóng được thể hiện bằng những thành tựu kiến trúc rộng khắp Xanthos, đặc biệt là nhiều ngôi mộ, đỉnh cao là Tượng đài Nereid..

### Chinh phạt của Alexander Đại đế
Báo cáo về việc thành phố đầu hàng Alexander Đại đế có khác biệt. Nhà sử học Arrian ghi chép rằng, thành phố đầu hàng trong hòa bình nhưng Appian tuyên bố thành phố đã bị cướp phá. Sau cái chết của Alexandre, thành phố đổi chủ giữa những người thừa kế đối thủ của ông; Diodorus lưu ý việc chiếm giữ Xanthos bởi Ptolemaios I Soter của Antigonos.

### La Mã và Đông La Mã
Appian, Dio Cassius, và Plutarch từng báo cáo rằng thành phố một lần nữa bị phá hủy trong Nội chiến La Mã vào khoảng năm 42 trước Công nguyên bởi Brutus nhưng Appian lưu ý rằng, nó được xây dựng lại dưới thời Mark Antony. Phần còn lại của một hý trường La Mã vẫn còn tồn tại ở đây. Marinos báo cáo rằng, có một trường học của các nhà ngữ pháp tại Xanthos vào thời cổ đại. Xanthus lúc đó thuộc tỉnh Lycia và giáo phận Châu Á.

## Khảo cổ học
Là trung tâm của Lycia cổ đại và là nơi có các cổ vật lớn nhất khu vực, Xanthos đã trở thành thánh địa cho các sinh viên của nền văn minh Anatolia từ đầu thế kỷ 19. Nhiều đồ tạo tác quan trọng đã được tìm thấy tại thành phố. Hai ngôi mộ là Tượng đài Nereid và Lăng mộ của Payava hiện đang được trưng bày tại bảo tàng Anh. Lăng mộ Harpy vẫn nằm trong đống đổ nát của Xanthos. Một thánh địa của Leto được gọi là Letoon nằm về phía tây nam của thành phố là nơi có cột Cột tháp của người Xanthos và Bia tam ngữ Letoon. Cả hai địa điểm Xanthos và Letoon đã được UNESCO công nhận là Di sản thế giới từ năm 1988.
Các cuộc khai quật khảo cổ và điều tra bề mặt tại Xanthos đã mang lại nhiều văn bản bằng tiếng Lycia và tiếng Hy Lạp bao gồm các văn bản song ngữ rất hữu ích trong việc hiểu về Lycia. Cột tháp của người Xanthos là bản ghi tam ngữ của một tiếng Anatilia cổ hơn được gọi là Milya.